# Diospilus kokujevi
Diospilus kokujevi är en stekelart som beskrevs av Vladimir Ivanovich Tobias 1986. Diospilus kokujevi ingår i släktet Diospilus och familjen bracksteklar. Inga underarter finns listade i Catalogue of Life.